# Комишувате (Новоукраїнський район)
Комишува́те (до 7 березня 1946 — Татарівка, Татаринівка) — село в Україні, у Рівнянській сільській громаді Новоукраїнського району Кіровоградської області. Колишній центр Комишуватської сільської ради.
Населення становить 1160 осіб.

## Історія
1859 року у власницькому містечку Єлисаветградського повіту Херсонської губернії, мешкало 395 осіб (195 чоловічої статі та 200 — жіночої), налічувалось 48 дворових господарств, існували православна церква, єврейський молитовний будинок, відбувались базари.
Станом на 1886 рік у колишньому власницькому містечку, центрі Татарівської волості, мешкало 64 особи, налічувалось 15 дворових господарств, існували православна церква, єврейський молитовний будинок, школа, земська станція, лавка, відбувались базари щонеділі.
За даними 1896 року у містечку мешкало 111 осіб (56 чоловічої статі та 55 — жіночої), налічувалось 20 дворових господарств, існували православна церква, єврейський молитовний будинок, церковно-парафіяльна школа на 25 учнів (21 хлопчик й 4 дівчинки), 5 лавок, шинок.
7 березня 1946 року Президія ВР УРСР своїм указом перейменувала село Татарівку на Комишувате.
В 1958 році архітектор Лідія Федорівна Крейтор розробила проект планування й забудови села Комишуватого, який став переможцем серед робіт кіровоградських, київських і московських спеціалістів. Згодом за цю роботу її автора нагородили бронзовою медаллю Виставки досягнень народного господарства СРСР.

## Населення
Згідно з переписом УРСР 1989 року чисельність наявного населення села становила 1361 особа, з яких 665 чоловіків та 696 жінок.
За переписом населення України 2001 року в селі мешкали 1163 особи.

### Мова
Розподіл населення за рідною мовою за даними перепису 2001 року:
| Мова       | Відсоток |
| ---------- | -------- |
| українська | 96,64 %  |
| російська  | 2,67 %   |
| молдовська | 0,60 %   |
| білоруська | 0,09 %   |

## Відомі люди
- Олександр Гіталов — український хлібороб, депутат Верховна Рада СРСР кількох скликань;
- Григорій Крикун — український режисер-документаліст.